# خوليو ديامانتي
خوليو ديامانتي (بالإسبانية: Julio Diamante)‏ (1930 - 2020)، كان مخرج وكاتب سيناريو إسباني. أخرج عشرات الأفلام بين عامي 1959 و 1976. دخل فيلمه عام 1965 El arte de vivir في مهرجان برلين السينمائي الدولي الخامس عشر .
ولد يوم 27 ديسمبر 1930 بمدينة قادس وهو ابن لمهندس مدني، انتقل إلى مدريد مع والده. هناك بدأ دراسة الطب وكان مدير مسرح الجامعة. وفي منتصف عقد الخمسينيات من القرن العشرين بدأ حياته النضالية المضادة للجنرال فرانكو في الحزب الشيوعي الإسباني، جنبا إلى جنب مع إنريكي MUGICA وجورج سمبران. وتخرج في عام 1961 من معهد البحوث والتجارب السينمائية والذي أصبح فيما بعد أستاذاً فيه.
توفي يوم 1 أغسطس 2020 بمدينة مدريد العاصمة.

## فيلموغرافيا
- أورغنيلو (1959)
- Velázquez y lo velazqueño (1961)
- لا لارجيما ديل ديابلو (1961)
- تيمبو دي أمور (1964)
- Los que no fuimos a la guerra (1965)
- El arte de vivir (1965)
- تيمبوس دي شيكاغو (1969)
- هيلينا وفرناندا (1970)
- الجنس أو الجنس (1974)
- لا كارمن (1976)

## روابط خارجية
- خوليو ديامانتي على موقع IMDb (الإنجليزية)
- خوليو ديامانتي على موقع ألو سيني (الفرنسية)
- خوليو ديامانتي على موقع أول موفي (الإنجليزية)
- خوليو ديامانتي على موقع قاعدة بيانات الأفلام السويدية (السويدية)
- خوليو ديامانتي على موقع قاعدة بيانات الفيلم (الإنجليزية)
- خوليو ديامانتي على موقع كينوبويسك (الروسية)
- خوليو ديامانتي في قاعدة بيانات الأفلام على الإنترنت